# طایفه شیرزادی
طایفه شیرزادی، روستایی از توابع بخش مرکزی شهرستان گیلانغرب در استان کرمانشاه ایران است.

## جمعیت
این طایفه در گیلانغرب قرار دارد  و اکنون جمعیت طایفه در حال حاضر بیش از 13000 نفر است